# حركة تحدثوا الإنجليزية جيدا

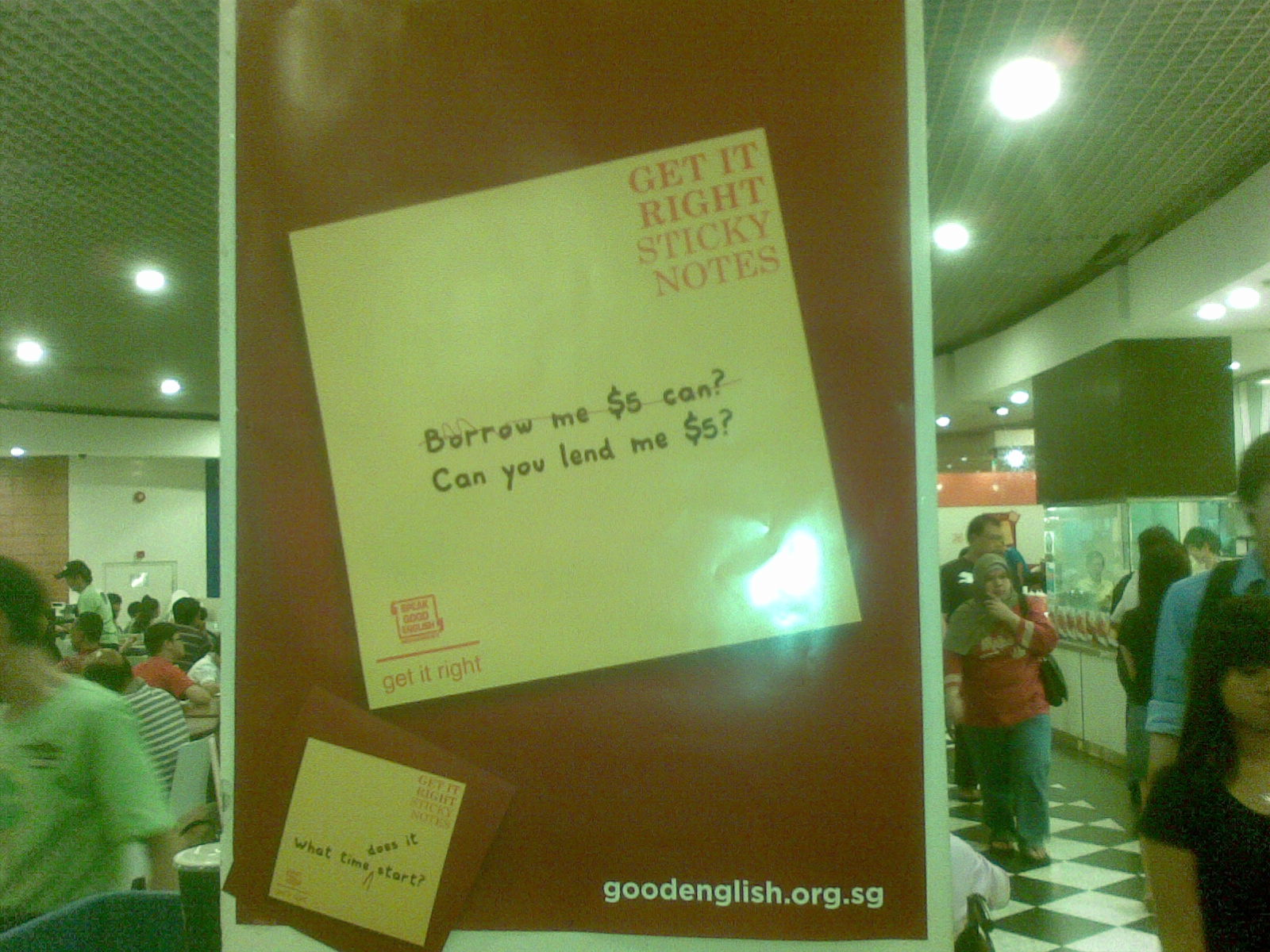
لافتة تُمّثل نشاط هذه الحركة، ويظهر فيها تصحيحٌ لخطأ لغوي شائع.

حركة تحدّثوا الإنگليزية جيداً (بالإنگليزية: Speak Good English Movement أو اختصاراً SGEM) هي حركة أطلقتها الحكومة السنغافورية هدفها تشجيع السنغافوريين على التحدُّث باللغة الإنجليزية، وأن يكون كلامهم صحيحاً ومُتوافقاً مع قواعد اللغة الإنگليزية، وأن يُفهم عالمياً بين الناطقين بالإنگليزية. وكانت انطلاقة هذه الحركة في التاسع والعشرين من شهر أبريل / نيسان 2000 حيث أطلقها گوه چُك تونگ الذي كان رئيساً للوزراء آنذاك. وغاية هذه الحركة هي التأكيد على وعي السنغافوريين بأهمية التحدّث باللغة الإنگليزية (القياسية/الرسمية)، وتحريضهم وتشجيعهم على التحدث بها.

## خلفية تاريخية
ابتدأ استعمال اللغة الإنگليزية في سنغافورة بحدود عام 1819 مع بدايات تأسيس جمهورية سنغافورة الحديثة، وقد جاء في تلك الفترة العديد من المهاجرون عبر الميناء من دول قريبة؛ كالصين والهند، وقد سبّبت هذه الهجرات المتواصلة أن تكون سنغافورة بيئة متعددة اللغات. وقد أثّرت لغات المُهاجرين المُتنوّعة على مدى أجيال على اللغة الإنگليزية (السنغافورية)، وأدى ذلك كنتيجة طبيعية إلى تكون خليط بين اللغة الإنگليزية ومفردات اللغات المحليّة يُسمّى بالعاميّة سنگلش (Singlish)، ويُستعمل هذا النمط المُشوّه من اللغة الإنگليزية في الخطابات العامة بين السنغافوريين، وقد يكون كلامهم غامضاً وغير مفهوم عند غير السنغافوريين.
حين أُعلن عن إنشاء هذه الحركة وإطلاقها وصف رئيس الوزراء گوه چُك تونگ السنگلش بأنّها اللغة الإنگليزية التي حرّفها السنغافوريون، ووصفها بالركيكة وغير المتوافقة مع القواعد اللغوية الإنگليزية. ووفقاً للحكومة السنغافورية؛ فإنها ترى أنّ التمكن من التحدُّث باللغة الإنگليزية (القياسية/الرسمية) أمرٌ ضروري لرفع مستويات المعيشة في البلاد، وأن السنگلش تقف عائقاً أمام السنغافوريين في التحدّث والتواصل باللغة الإنگليزية العالمية المُعتمدة في عالم التجارة والأعمال والتكنولوجيا. لهذا السبب أُطلقت هذه الحركة في محاولة لوضع مقياس ومعيار للغة الإنگليزية المُستعملة في سنغافورة، وتأمل أن تُوسّع انتشار استعمال اللغة الإنگليزية (القياسية/الرسمية) في أوساط السنغافوريين، وقد قامت في هذا الخصوص باعتماد شعارات مختلفة واستهداف شرائح مختلفة من المجتمع سنوياً، كما قامت بالتعاون مع مُنظمّات أخرى في تقديم برامج متنوعة يُمكن أن تُساهم في تحقيق أهداف الحركة.

## الأهداف
تهدف الحركة إلى تشجيع السنغافوريين على تقليل استخدام السنگلش (الخليط اللغوي بين اللغة الإنگليزية واللغات المحليّة)، وتحريضهم وحثّهم على التحدّث باللغة الإنگليزية (القياسية/الرسمية)، وأن يكون حديثهم رسمياً وقياسياً أكثر فأكثر. ووفقاً لرئيس الحركة الكولونيل ديڤيد وُنگ فإن الحركة تهدف إلى إرساء الشعور بالافتخار عند السنغافوريين بالتحدُّث باللغة الإنگليزية بشكل جيد في قبال السنگلش، والتحقّق من النزعة الموجودة عند السنغافوريين في استخدامهم السنگلش للتعريف بأنفسهم وهويّاتهم؛ وأن تضع بدلاً من ذلك نمطاً قياسياً من اللغة الإنگليزية مُختلفٌ عن السنگلش، ويكون مُرتبطاً بالهوية السنغافورية المُميّزة.

## حملات الحركة
منذ عام 2003 قامت الحركة بتنفيذ برامج سنويَّة تقوم بنشاطات تساهم في زيادة وعي السنغافوريين بضرورة التحدث بلغة إنگليزية جيِّدة في حياتهم اليومية. وكانت الحركة في كل سنة تختار شعاراً معيناً لإيصال الفكرة للجمهور المستهدف. وكانت هذه الحملات ونشاطاتها كالتالي:

### تحدث جيداً لتكون مفهوماً (2000-2004)

#### 2000 - 2001
أشار رئيس الوزراء السنگافوري آنذاك لمشكلة التحدُّث بالسنگلش في خطابه السنوي في العيد الوطني، وبعد أقل من سنة وبالتحديد في أبريل / نيسان 2000 أعلن انطلاقة الحركة رسمياً تحت عنوان (Speak Well, Be Understood) - «تحدَّث جيداً لتكون مفهوماً»، وقد شدَّد على أهميَّة التحدث بالإنگليزية (القياسية/الرسمية) ونبذ استعمال السنگلش، لكون سنغافورة مدينة محوريَّة ذات اقتصاد مفتوح مما يحتِّم على أبنائها الاحتكاك بالناطقين باللغة الإنگليزية. ويستعمل السنغافوريون عادةً التركيب اللغوي الصيني في كلامهم، فحين يتكلَّمون بالإنگليزية يترجمون العبارات الصينيَّة حرفياً مما يجعل كلامهم مبهماً وغير مفهوم للأجانب. وقد شدد رئيس الوزراء كذلك في خطابه على أنَّ «تحدث السنغافوريين بلغة إنگليزية مشوَّهة غير مفهومة للآخرين؛ فإننا سنخسر ميزة تنافسية رئيسية».
وقد ترأسَّ الحركة حينها لجنة مكونة من القطاع الخاص يترأسَّهم الكولونيل ديڤيد وُنگ، وهو أحد كبار مستشاري شركة إرنست ويونگ، وكان الجمهور المستهدف حينها هم السنغافوريين الذين تقل أعمارهم عن الأربعين سنة، فتشمل الطبقة الشبابيَّة العاملة، والآباء، بالإضافة إلى طلاب المدارس ومعاهد التعليم العالي والكليات التقنيَّة والمعاهد الفنيَّة.

## الانتقاد

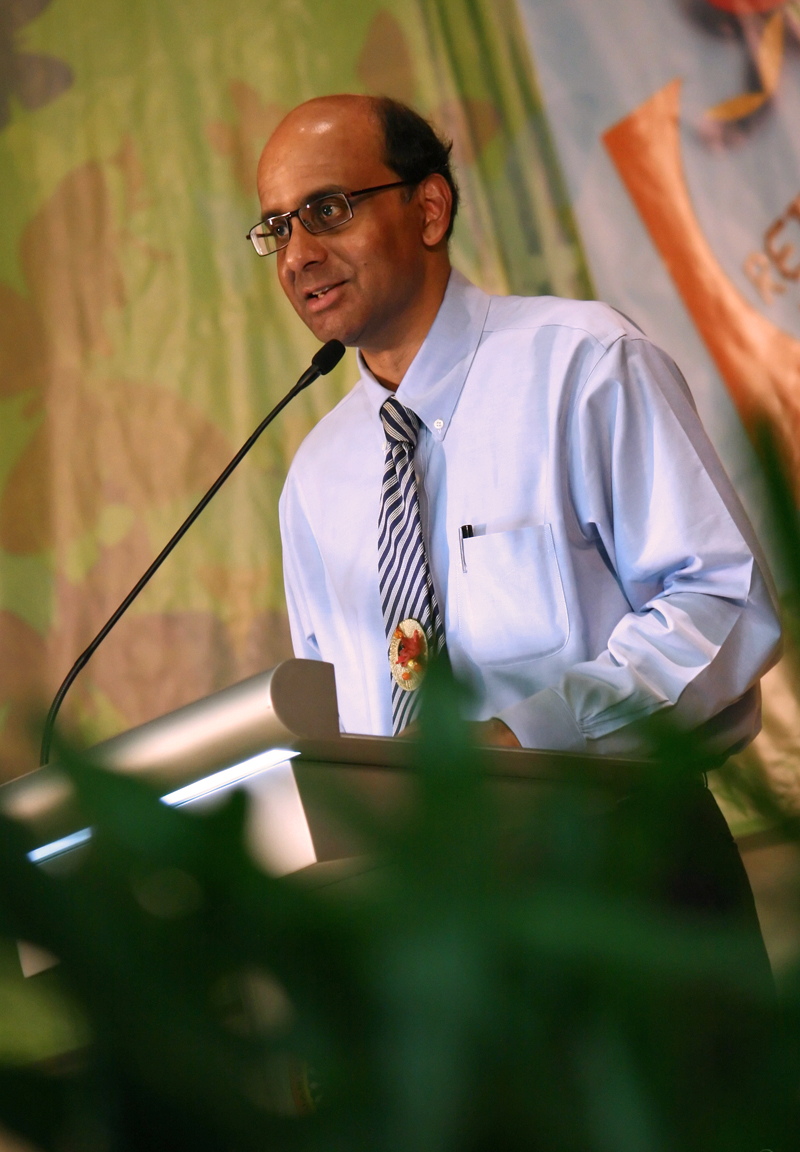
تارمان شانموگاراتنام وزير التعليم السنغافوري كان قد طرح فكرة استقدام مُعلّمين إنگليز.

منذ بداية انطلاقة الحركة؛ فإنها تسببت بردود أفعال مُتباينة ومُتغايرة، وكان هناك العديد من المُعارضين لنشاطات الحركة، ومنهم لغويون. وقد كتب مدير قسم تطوير الفنون والتُراث في وزارة المعلومات والاتصالات والفنون ليو چون بون، ومدير تخطيط المناهج والتنمية في وزارة التعليم؛ كتبوا رداً على الأصوات المُعارضة لهذه المنظمة في رسالة منشور في جريدة ذا ستريتز تايمز (The Straits Times) في الثاني عشر من ديسمبر / كانون الأول 2008 ومنها نصّه: ”على الرغم من احتمال كون السنگلش موضوعاً أكاديمياً مُثيراً لاهتمام اللغويون، لأن يكتبوا عنه مقالات؛ لكن ليس من مصلحة سنغافورة أن تُوصف من قبل العلماء بأنّها عينةٌ لحديقة حيوانات غريبة“.

### استقدام مُعلّمين ناطقين بالإنگليزية
منذ حصول سنغافورة على استقلالها عام 1965؛ فإن اللغة الإنگليزية كانت ولا تزال اللغة الأساسية في التعليم، فضلاً عن كونها أكثر اللغات انتشاراً وهيمنةً في سنغافورة، ولغة المناهج الدراسية في كل المدارس العامة. ولا يُمكن أن تعد اللغة الإنگليزية اللغة الأم لكل السنغافوريين، لأن اللغات الرئيسية التي يتحدّثها السنغافوريون في بيوتهم ليست بالضرورة أن تكون الإنگليزية. في عام 2006 ذكر وزير التعليم تارمان شانموگاراتنام [الإنجليزية] أن وزارته تدرس فكرة استقدام مُعلمين ناطقين بالإنگليزية (بمعنى أنَّ الإنگليزية هي لغتهم الأم)، وذلك للارتقاء بمستويات تعليم اللغة الإنگليزية في المدارس السنغافورية، وكان قد ذكر ذلك في جلسة حوارية بمؤتمر تعليمي طُلّابي. ونتيجة لطرح هذه الفكرة فقد كتب العديد من السنغافوريين في الصحف تساؤلات من قبيل: ”لماذا لا يكون مُعلّمي اللغة الإنگليزية السنغافوريين مؤهُلّين ومناسبين؟“ وهل أن المقصود هو جلب أجانب ناطقون باللغة الإنگليزية كلغة أم من الولايات المتحدة أو بريطانيا.

## وصلات خارجية
- الموقع الرسمي للحركة
- TalkingCock.com – Singapore's most powderful satirical humour website